# Thomas Balvay
Thomas Balvay ou John Balvay ou Georges Balway, né le 2 février 1888 et mort le 15 juillet 1945, fut le premier arbitre français à arbitrer lors d'une coupe du monde, celle de 1930. Il fut arbitre FIFA de 1922 à 1930. Il y a débat sur sa nationalité car il serait un anglais vivant à Paris, en tant que professeur d'anglais, d'où une confusion sur lui, comme le prouvent les différents noms utilisés.

## Carrière
Il a officié dans différentes compétitions.

### Nationale
- Coupe de France de football 1925-1926 (finale)
- Coupe de France de football 1927-1928 (finale)

### Internationale
- Coupe d'Espagne de football 1921-1922 (finale)
- Coupe du monde de football de 1930 4 présences: 3 matchs de groupe, 1 match de demi